# K-276 Kostroma
Le K-276 Kostroma est un sous-marin nucléaire d'attaque soviétique puis russe de classe Sierra.

## Service
Le 9 février 1982, le K-276 est inscrit à la liste navale comme croiseur sous-marin (KrPL). Le 25 juillet, l'équipage est au complet. Le 11 janvier 1983, son équipage est envoyé au 270e centre d'entraînement de la marine, à Sosnovy Bor, dans l'oblast de Léningrad. Le 22 mars 1984, l'équipage arrive à Zapadnaya Litsa pour la poursuite de sa formation.
En mai 1986, l'équipage arrive au chantier pour prendre le sous-marin en charge. Du 15 août au 5 septembre, le K-276 est transféré à Severodvinsk par les voies d'eau intérieures pour achèvement et essais. Le 27 décembre a lieu la première divergence du réacteur nucléaire.
En octobre 1987, les essais constructeurs sont achevés et les essais officiels débutent en mer Blanche. Le 4 novembre a lieu la première cérémonie des couleurs. Le 16 novembre le K-276 gagne Zapadnaya Litsa. Le 30 décembre, il est affecté à la 6e division de la 1re flottille de sous-marins de la Flotte du Nord, basée à Zapadnaya Litsa.
Le 2 juin 1988, le sous-marin est pleinement opérationnel. Du 26 août au 6 septembre il participe à l'exercice d'état-major de la 1re flottille avec recherche et pistage de sous-marins étrangers. Il est classé « remarquable ».
Il mène de septembre à novembre 1988 sa première mission opérationnelle.
D'août à novembre 1989, il mène une nouvelle mission opérationnelle. Il obtient quelques détections de sous-marins et bâtiments de surface étrangers.
De juin à septembre 1990, il est en mission opérationnelle. Il obtient quelques détections de sous-marins et bâtiments de surface étrangers. Il est alors distingué comme meilleur sous-marin de la flottille pour le tir de torpilles et à nouveau classé « remarquable », et comme meilleur sous-marin de Flotte du Nord.
De mai à juillet 1991, il est en mission opérationnelle avec l'équipage 582. Le 20 juin, il est affecté à la 6e division de la 9e escadre de sous-marins de Flotte du Nord, basée à Vidiaïevo.
Le 11 février 1992, il entre en collision avec le USS Baton Rouge (SSN-689) de l’US Navy mais ne subit pas de dommages majeurs, son kiosque et son sonar anti-mines sont néanmoins très fortement endommagés.
Il est envoyé en réparation du 28 mars au 29 juin au chantier de réparation navale SRZ Nerpa de à Snejnogorsk, dans la baie d'Olenia, avant d'être renvoyé en mission opérationnelle. Le 3 juin, il est reclassé grand sous-marin nucléaire (ABPL) et renommé B-276.
Le 6 avril 1993, il est renommé B-276 Krab. En 1994, il est affecté à la 7e division de la 1re flottille de sous-marins de flotte du Nord. Il effectue une nouvelle mission opérationnelle d'avril à juin 1994.
En août 1996, il prend part à un exercice de la flotte du Nord, au cours de laquelle il tire un missile (probablement anti sous-marin). Il est classé « remarquable ». Le 15 novembre renommé B-276 Kostroma.
En mars et avril 1997, il participe à plusieurs exercices de la Flotte du Nord. En avril 1998, il participe à un exerce d'état-major de la Flotte du Nord, sous la direction de l'amiral Kuroïedov (en), commandant en chef de la Marine russe.
En 2000, il est placé en interruption pour réparation et entretien (IPER). Son réacteur nucléaire est rechargé au chantier de réparation navale SRZ Nerpa. Il pourrait aussi avoir été placé en attente à Ara Guba. Un système SOKS  est installé à bord du sous-marin (entre août 2001 et 2003). Le 1er septembre 2002, la division à laquelle il appartient est subordonnée à la 11e escadre de sous-marins de Flotte du Nord.
Le 24 décembre 2003, il est remorqué à Poliarny pour un passage sur dock. L'interruption pour entretien et réparations s'achève le 29 septembre 2005, il reprend du service opérationnel à la fin de l'année. En 2006, il est photographié au bassin couvert. Il subit une nouvelle interruption pour réparation début 2008, avant d'effectuer une sortie à la mer réussie au mois d'avril.
En 2012, il est de nouveau en service au sein de la 7e division de la 11e escadre de sous-marins de Flotte du Nord.
Le 1er mars 2014, il est placé en IPER pour modernisation au chantier Zvezdochka jusqu'en 2017. Sa durée de vie restante annoncée à la suite de ces modernisations est de 10 ans.

### Sources et bibliographie
- (en) Robert Hutchinson, Submarines, War Beneath The Waves, From 1776 To The Present Day